# حكيم أكبر
حكيم أكبر (بالإنجليزية: Hakim Akbar)‏ هو لاعب كرة قدم أمريكية أمريكي، ولد في 11 أغسطس 1980 في ريفرسايد في الولايات المتحدة.

## وصلات خارجية
- حكيم أكبر على موقع مرجع كرة القدم المحترفة.كوم (الإنجليزية)